# 文心雕龍之文術理論與批評
《文心雕龍批評論發微》是沈謙1974年在國立台灣師範大學國文研究所所作的碩士論文，1977年由台北聯經出版社出版。沈謙再加以增訂擴充之後，於1980年寫成《文心雕龍之文學理論與批評》作為其於國立台灣師範大學國文研究所的博士論文，1981年由台北華正書局出版。:85-86

## 凡例
《發微》一共為分為五章，包括：緒論、批評原理、批評方法、批評實例、結論，一共11節。《文心雕龍之文學理論與批評》在前書的基礎上擴大為八章，包括文論體系、文學原理、文學類型、創作理論、批評態度、批評方法、批評實例和結論八章，一共18節。
兩者相比，《文心雕龍之文學理論與批評》中第三、四章是新增的，其他都是前書增修而成。但是原本緒論一節中有劉勰傳略，在新作中完全被刪去。:86

## 評價
牟世金認為，此書是特點是以批評論為重點，以及是以今人的文藝觀以衡量《文心雕龍》的成就和理論意義。在批評論方面，他指作者加強了論析的部份。例如在「六觀說」的部份，作者最初的時候將其當作是批評標准，之後又將其當作是批評方法，是「他的一大發展」。但是有些地方有離題的感覺，如「批評態度」一節中分論三種態度，而其中一種是「謙虛誠敬」，但是當中只有著者的意見而完全沒有劉勰的意見。即使是在後來修訂的時候說明了和《文心雕龍》的關係，當中的理由依然有不充份的感覺。在今人的觀點衡量《文心雕龍》方面，作者引用了當代人的意見，和西方的論述以印證《文心雕龍》，牟世金指，這種方法忽略了《文心》的原意，兩者風馬牛不相及，無從對比。:85-91
張少康指，作者分析文學風格的時候，吸收了外國文學理論家的論述，然後和「才」、「氣」、「學」、「習」互相對照，兩者相互發明。在論述「八體」的時候，指劉勰對於「新奇」、「輕靡」有所貶意，他指這種說法是有道理的，但是他以《體性》以所舉的例子以論證就不太合適。:534-539
張文勛指，此著是「一部對於《文心》作全方位研究的專著，是這段時期台灣『龍學』界的重要成果」。:243-244周振甫指，作者沒有從文之樞紐以探尋劉勰的文學觀，因此沒有認清劉勰的原意。:472-473賈錦福指，此书雖然不少深入的見解，但是也有不少地方牽強附會。:309